# Wiesbaden kerületei

A város kerületei

Wiesbaden 26 kerületből áll. Minden kerületnek van egy önkormányzata, melynek az elnöke a városi Parlamentben a kerület érdekeit képviseli.
1926-ban, 1928-ban, 1945-ben és 1977-ben számos hozzácsatolás történt.
Biebrich 1926-ig önálló város volt (Biebrich am Rhein). A nagy ipari települések voltak Biebrich hozzácsatolásának az okai, mert az első világháború után kimaradtak a gazdag látogatók Wiesbadenből, a híres gyógyüdülőhelyen.
Mainz-Amöneburg, Mainz-Kastel és Mainz-Kostheim 1945-ig Mainzhoz tartoztak, de Franciaország és az USA katonai közigazgatása idején, amikor a Rajna Hessen és Rajna-Pfalz közötti határfolyó lett, a területeket Wiesbadenhez csatolták. Megtartották azonban korábbi nevükben a „Mainz-“ előtagot.
A város legnagyobb kerülete népesség szerint Biebrich (36 586 lakó) és terület szerint Dotzheim (1827 hektár).

## Belső kerületek
- Mitte (Belváros)
- Nordost / Bergkirchenviertel / Nerotal / Walkmühltal
- Rheingauviertel / Europaviertel / Künstlerviertel (új projekt)
- Südost / Dichterviertel / Komponistenviertel

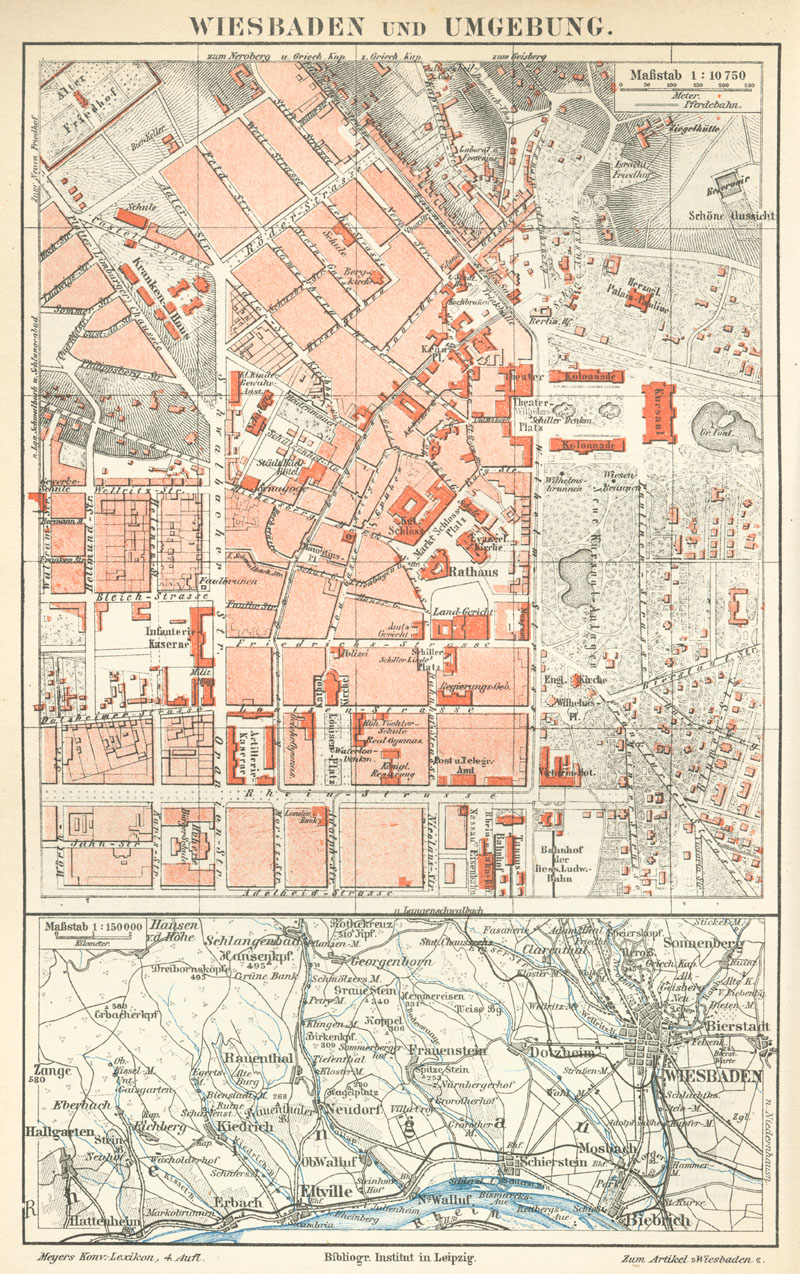
Wiesbaden térképe 1888-ban

- Westend / Feldherrenviertel

## Külső kerületek
- Amöneburg
- Auringen / Auf den Erlen
- Biebrich / Gibb / Gräselberg / Parkfeld
- Bierstadt / Aukamm
- Breckenheim
- Delkenheim
- Dotzheim / Freudenberg / Kohlheck / Sauerland / Schelmengraben
- Erbenheim / Hochfeld / Repülőtér (USA hadi reptér)
- Frauenstein
- Heßloch
- Igstadt
- Kastel / Krautgärten
- Kostheim
- Klarenthal
- Kloppenheim
- Medenbach
- Naurod / Erbsenacker
- Nordenstadt
- Rambach
- Schierstein
- Sonnenberg

## Hozzácsatolások
| Év               | Kerület     | Nagysága hektárban |
| 1926. október 1. | Biebrich    | 1299               |
| 1926. október 1. | Schierstein | 943                |
| 1926. október 1. | Sonnenberg  | 834                |
| 1928. április 1. | Bierstadt   | 922                |
| 1928. április 1. | Dotzheim    | 1827               |
| 1928. április 1. | Erbenheim   | 1127               |
| 1928. április 1. | Frauenstein | 1065               |
| 1928. április 1. | Heßloch     | 154                |
| 1928. április 1. | Igstadt     | 726                |
| 1928. április 1. | Kloppenheim | 539                |
| 1928. április 1. | Rambach     | 992                |

| Év                  | Kerület                                        | Nagysága hektárban |
| 1928. április 1.    | Georgenborn (1939-ben megint le lett csatolva) | ?                  |
| 1945. augusztus 10. | Mainz-Kastel és Mainz-Amöneburg                | 1332               |
| 1945. augusztus 10. | Mainz-Kostheim                                 | 953                |
| 1977. január 1.     | Auringen                                       | 312                |
| 1977. január 1.     | Breckenheim                                    | 640                |
| 1977. január 1.     | Delkenheim                                     | 743                |
| 1977. január 1.     | Medenbach                                      | 447                |
| 1977. január 1.     | Naurod                                         | 1099               |
| 1977. január 1.     | Nordenstadt                                    | 773                |